# Missile Defense Agency
La Missile Defense Agency ("Agenzia di Difesa Missilistica", MDA) è una branca del Dipartimento della difesa degli Stati Uniti d'America responsabile per lo sviluppo di una difesa multilivello contro missili balistici.
Ha le sue origini nel programma Strategic Defense Initiative (SDI) che venne avviato nel 1983 dall'allora Presidente degli Stati Uniti Ronald Reagan e che fu presieduto dal Tenente Generale James Alan Abrahamson. Sotto la direzione dell'Ufficio per le Scienze e le Tecnologie innovative della SDI, guidata dal fisico ed ingegnere Dr. James Ionson, il fulcro degli investimenti ha riguardato la ricerca di base presso laboratori nazionali, università e industrie. Questi programmi hanno continuato a essere delle risorse di finanziamento cruciali per i migliori ricercatori nei campi della fisica ad alta energia, dei materiali avanzati, del supercomputing e diverse altre branche scientifiche e ingegneristiche. Nel 1993 venne rinominata in Ballistic Missile Defense Organization, ma nel 2002 è stata ripristinata la denominazione Missile Defense Agency.
L'attuale Direttore dell'agenzia è il Viceammiraglio della Marina degli Stati Uniti Jon A. Hill.

## L'agenzia
La MDA è nata nel 1984 come Strategic Defensive Initiative Organization, è divenuta quindi Ballistic Missile Defense Organization ed è stata infine rinominata col nome attuale. I suoi passati direttori sono stati:
- il tenente generale James Abrahamson (27 marzo 1984 - 31 gennaio 1989);
- il tenente generale George Monahan Jr. (1º febbraio 1989 - 30 giugno 1990);
- l'ambasciatore Henry Cooper (10 luglio 1990 - 20 gennaio 1993);
- il tenente generale Malcolm O'Neill (22 novembre 1993 - 31 maggio 1996);
- il generale Lester Lyles (1º agosto 1996 - 28 maggio 1999);
- il tenente generale Ronald Kadish (14 giugno 1999 - 2 luglio 2004).[8]

Attualmente, il Direttore dell'agenzia è il Viceammiraglio della Marina degli Stati Uniti Jon A. Hill.

## I mezzi
Tra i mezzi a disposizione dell'agenzia figura il sistema radar SBX-1, un enorme radar montato su una piattaforma di tipo petrolifero autopropulsa in grado di dare un consistente preavviso in caso di lancio di missili anche da distanze remote.